# Мемлебен
Мемле́бен (нім. Memleben) — муніципалітет в Німеччини, у землі Саксонія-Ангальт.
Входить до складу району Бургенланд. Підпорядковується управлінню Ан дер Фіппс. Населення становить 716 осіб (на 31 грудня 2006 року). Займає площу 16,76 км².
| Німеччина | Це незавершена стаття з географії Німеччини. Ви можете допомогти проєкту, виправивши або дописавши її. |